# フードアナリスト
フードアナリストとは、一般社団法人日本フードアナリスト協会が認定している民間資格である。

## 概要
食のメディア・リテラシー（情報を評価・識別し発信する能力）に必要な知識・教養・マナーを学ぶ。その内容は、料理だけではなく、インテリア、サービス、メニューが読めるフランス語、英語、中国語やワイン、チーズ、日本酒、アルコール、ビール、コーヒー、紅茶、テーブルマナー、デザート、食育、環境、栄養、芸術、ヨーロッパ菓子、世界の有名レストラン、全国の名産品、映画、絵画、音楽、法律、マーケティングなど、食に関係する幅広い知識を学ぶ。 
フードアナリストは食・食文化に関する民間資格で、食に関する基礎的な知識を身につける4級から、テイスティング能力が求められる1級まで、4つのレベルがある。
受験資格は18歳以上で、合格後、登録入会金と年会費を払うことで、「フードアナリスト」を称することができる。取得者は、学生・主婦をはじめ、ホテル・食品業界・食の出版業界などのフード系ビジネス全般に従事している人、受験者層は20代から50代まで様々である。
フードアナリストを取得するには、以下の4つの方法がある。
1. テキスト・問題集を購入して、独自に勉強し、フードアナリスト検定試験を受ける。年4回実施。
2. 1日養成講座に参加、講座修了後に行われる修了試験を受けて合格する。
3. 通信講座受講（受講期間4ヶ月）を受講し、毎月２章ずつ添削問題を提出し、最後にレポートを提出。70%以上の成績で合格 。
4. 日本フードアナリスト協会が認定をした教育機関（専門学校等）でカリキュラムを修了する。

取得までに必要な学習期間は、独学の場合で約2ヶ月程度（4級の場合）。3級、2級、1級は養成講座または通信教育の修了が必要となる。なお、試験料は各級ごとに異なる。

### 2級
アジアの食事情、食空間コミュニケーション(第1節 中国語の基礎） 、中国語のレストランでの会話、メニュー・食材の中国語、中国茶・日本茶・紅茶、コミュニケーションの基礎、文章表現の基礎、取材の仕方、プレゼンテーション、アジアの食器、日本の調理法・調理用語、漢方と薬膳、調味料と香辛料、日本の伝統食文化、日本各地の名産品、日本とアジアの銘酒、有名店の歴史と特徴、マーケティングとレストラン経営、食空間の法律。 予測合格率は20%（2次試験の合格率）

### 3級
食育、食空間コミュニケーション、ホスピタリティ、食と栄養、ワインとチーズ、ヨーロッパ菓子、食と芸術・文化、インテリアとテーブルデザイン、日本の伝統と食文化、地球環境と食。予測合格率は70%

### 4級
日本料理、郷土料理、各国料理について、個別の食品・食材、穀類、豆類、果実類、キノコ類、肉類、魚介類、アルコール飲料・日本酒 ワイン ウィスキー・珈琲 紅茶 緑茶、食に関する名言 格言 小説に出てくる料理など、洋菓子・世界のパンの歴史と種類、レストラン・飲食店の格付け機関 レストランでの英会話・食に関する英単語・漢字、テーブルマナーと箸づかい、など食・食空間に関する問題が出題される。予測合格率は養成講座70%、通信講座 88%、検定試験55%

## 仕事内容
代表的な仕事内容としては、以下のものがある。
- 食品系企業での商品開発など
  - 飲食店や食品系企業の広報担当者
- ミステリーショッパー（覆面調査員として）
- テレビやラジオでのコメンテーター
- 雑誌やタウン誌での執筆活動（書籍の出版）
  - フードアナリストブロガー、レビュアーとしての執筆活動
  - 飲食店のコンサルタント
  - 講演活動
- フードビジネスの業界では食に関する幅広い知識を持つ人材としてのアピールポイントになるとしている[1]。

## 後援・賛助企業
- 産経新聞社
- 毎日新聞社
- フジサンケイ ビジネスアイ
- 十勝毎日新聞社
- 新日本海新聞社
- オイシックス
- カルビー
- かんき出版
- 関東食糧
- グラフ社
- グルメぴあネットワーク
- 日本製粉
- フードスタジアム
- 富士食品
- 不二家
- マキシム・ド・パリ
- ヤマザキナビスコ
- UCC上島珈琲
- （財）シニア・ルネサンス財団
- 木村屋總本店
- ハインツ

ほか（順不同）